# Paco (humoriste)
Paco (de son vrai nom Paco Perez) est un humoriste et comédien français.

## Biographie
Paco Perez est un ancien étudiant en informatique reconverti dans l'humour. De 2008 à 2009, il suit le Cours Florent. Il se fait connaître du grand public pour sa participation à l'émission On n'demande qu'à en rire du 5 janvier 2012 au 23 avril 2013 sur France 2 en effectuant 20 passages et 1 prime-time.

## Carrière

### Spectacle solo
- 2011 : Paco dans Paco
- 2015 : Paco raconte ta vie[3]

### Radio
- 2012 : Une heure avec..., Rire et Chansons

### Télévision
- 2012 - 2013 : On n'demande qu'à en rire présentée par Jérémy Michalak
- 2015 : Saison 8 du Jamel Comedy Club

#### On n'demande qu'à en rire
Pour son premier passage, il obtient 82 points avec un 20/20 de la part de Laurent Ruquier, c'est-à-dire le record pour un premier passage à égalité avec la première prestation de Chavari et Durand, il sera ensuite détrôné par Nicolas Meyrieux (qui obtiendra 83 points, mais pas de 20). Il a coécrit la plupart des sketchs de l'émission avec Henri Fournet et Michel Pasteco.
Son record est de 92/100.
| 1 | Un homme ne peut résister à la tentation   | 5 janvier 2012  | 82 |
| 2 | J’échange mes cadeaux sur Internet         | 23 janvier 2012 | 80 |
| 3 | Jane Fonda : À 74 ans j'aime faire l’amour | 2 février 2012  | 82 |
| 4 | Paris n’est plus la capitale du shopping   | 24 février 2012 | 73 |
| 5 | Une psy suit Teddy Riner                   | 15 mars 2012    | 73 |
| 6 | Un gagnant au Loto ne se manifeste pas     | 2 avril 2012    | 89 |
| 7 | Ces petits rien qui rendent joyeux         | 14 avril 2012   | 79 |
| 8 | La féminisation de la grammaire            | 16 mai 2012     | 82 |

| 9       | Un casting pour vivre avec Tom Cruise (participation de Cyril Étesse, Julie Villers, Harmony et Tania Dutel entre autres)         | 4 octobre 2012   | 87                                         |
| 10      | USA : Débat entre les deux candidats (participation de Donel Jack'sman et Jeanne Chartier)                                        | 25 octobre 2012  | 76                                         |
| 11      | Le boom du badminton (participation de Ahmed Sylla, Jeanne Chartier, Karim Duval et Étienne)                                      | 7 novembre 2012  | 85                                         |
| 12      | Les Français toujours aussi nuls en anglais (participation de Rémi Deval des Décaféinés, Olivier Coulibaly et Nabil Doukali)      | 22 novembre 2012 | 92                                         |
| 13      | Quel film aller voir au cinéma ?                                                                                                  | 14 décembre 2012 | 81                                         |
| 14      | Tu as fait quoi pour le jour de l'An ?                                                                                            | 7 janvier 2013   | 82                                         |
| 15      | Un film X projeté en maternelle (participation de Antonia et Les Décaféinés)                                                      | 5 février 2013   | 85                                         |
| 16      | 7 français sur 10 épient leur voisin                                                                                              | 22 février 2013  | 65                                         |
| 17      | 5 fauteuils libres à l'Académie Française (participation de Julie Rattez)                                                         | 28 février 2013  | 80                                         |
| 18      | Quelle musique choisir pour un rendez-vous galant ? (participation de Camille Labarthe et Sacha Judaszko)                         | 6 mars 2013      | 78                                         |
| 19      | C’est le printemps des poètes (participation de Julie Villers, Vérino et Etienne Belin)                                           | 26 mars 2013     | 75                                         |
| 20      | Une demande en mariage originale                                                                                                  | 11 avril 2013    | 67                                         |
| Prime 5 | Discours de remise d'une Légion d'honneur (participation d'Artus, Ahmed Sylla, Les Décaféinés, Céline Holynski et Jacques Bonvin) | 23 avril 2013    | 149/200 (Jury : 75 - Téléspectateurs : 74) |

### Internet
- 2014 : Ces Potes Agaçants, NORMAN
- 2015 : Vidéos courtes sous le pseudo de pacogito

### Récompenses
- Vainqueur de l'Humour En Capital 2012
- Finaliste des tremplins du rire de Clichy-sous-Bois 2011 [5]